# Chinaldină
Chinaldina sau 2-metilchinolina este un compus organic aromatic heterociclic, fiind un derivat metilat al chinolinei. Este utilizat în sinteza anumitor coloranți. Este un compus incolor, uleios, dar poate fi ușor colorat.